# Псалом 25
Псалом 25 (у масоретській нумерації — 26) — двадцять п'ятий псалом Книги псалмів. Авторство псалма традиційно приписується Давидові.

## Структура
Дослідник Старого Завіту Германн Ґункель пропонує таку структуру цього псалому:
1. Вірші 1–3: Прохання і ствердження праведності псалмоспівця
2. Вірші 4–8: Вчинки псалмоспівця, які він виконує свідомо
3. Вірш 9: Прохання про порятунок
4. Вірш 11: Свідчення про безкарність і повторне прохання
5. Вірш 12: Впевненість, що молитва буде вислухана, обітниця

## Текст
| Вірш | Гебрейська мова                                              | Давньогрецька мова (Септуаґінта)                                                                      | Латинська мова (Вульгата) | Українська мова (Переклад Хоменка)                                                               |
| ---- | ------------------------------------------------------------ | --- | --- | ------------------------------------------------------------------------------------------------ |
| 1    | לְדָוִד: שָׁפְטֵנִי יְהוָה-- כִּי-אֲנִי, בְּתֻמִּי הָלַכְתִּי; וּבַיהוָה בָּטַחְתִּי, לֹא אֶמְעָד | Τοῦ Δαυιδ. Κρῖνόν με, κύριε, ὅτι ἐγὼ ἐν ἀκακίᾳ μου ἐπορεύθην καὶ ἐπὶ τῷ κυρίῳ ἐλπίζων οὐ μὴ ἀσθενήσω. | In finem. Psalmus David. [Judica me, Domine, quoniam ego in innocentia mea ingressus sum, et in Domino sperans non infirmabor. | Давида. Обстань за мою справу, Господи, бо я ходив невинно і, на Господа поклавшись, не хитався. |
| 2    | בְּחָנֵנִי יְהוָה וְנַסֵּנִי; צרופה (צָרְפָה) כִלְיוֹתַי וְלִבִּי                   | δοκίμασόν με, κύριε, καὶ πείρασόν με, πύρωσον τοὺς νεφρούς μου καὶ τὴν καρδίαν μου.                   | Proba me, Domine, et tenta me; ure renes meos et cor meum.                                                                     | Випробуй мене, Господи, вивідай мене, випробуй, немов вогнем, моє нутро й моє серце.             |
| 3    | כִּי-חַסְדְּךָ, לְנֶגֶד עֵינָי; וְהִתְהַלַּכְתִּי, בַּאֲמִתֶּךָ                          | ὅτι τὸ ἔλεός σου κατέναντι τῶν ὀφθαλμῶν μού ἐστιν, καὶ εὐηρέστησα ἐν τῇ ἀληθείᾳ σου.                  | Quoniam misericordia tua ante oculos meos est, et complacui in veritate tua.                                                   | Бо милість твоя перед очима в мене, і я ходжу по твоїй правді.                                   |
| 4    | לֹא-יָשַׁבְתִּי, עִם-מְתֵי-שָׁוְא; וְעִם נַעֲלָמִים, לֹא אָבוֹא                    | οὐκ ἐκάθισα μετὰ συνεδρίου ματαιότητος καὶ μετὰ παρανομούντων οὐ μὴ εἰσέλθω·                          | Non sedi cum concilio vanitatis, et cum iniqua gerentibus non introibo.                                                        | З людьми лукавими я не сідаю і не пристаю з підступними.                                         |
| 5    | שָׂנֵאתִי, קְהַל מְרֵעִים; וְעִם-רְשָׁעִים, לֹא אֵשֵׁב                          | ἐμίσησα ἐκκλησίαν πονηρευομένων καὶ μετὰ ἀσεβῶν οὐ μὴ καθίσω.                                         | Odivi ecclesiam malignantium, et cum impiis non sedebo.                                                                        | Я ненавиджу зборище злочинців і з грішниками не сідаю.                                           |
| 6    | אֶרְחַץ בְּנִקָּיוֹן כַּפָּי; וַאֲסֹבְבָה אֶת-מִזְבַּחֲךָ יְהוָה                        | νίψομαι ἐν ἀθῴοις τὰς χεῖράς μου καὶ κυκλώσω τὸ θυσιαστήριόν σου, κύριε,                              | Lavabo inter innocentes manus meas, et circumdabo altare tuum, Domine:                                                         | В невинності я мию руки і навколо жертовника твого, о Господи, обходжу,                          |
| 7    | לַשְׁמִעַ, בְּקוֹל תּוֹדָה; וּלְסַפֵּר, כָּל-נִפְלְאוֹתֶיךָ                          | τοῦ ἀκοῦσαι φωνὴν αἰνέσεως καὶ διηγήσασθαι πάντα τὰ θαυμάσιά σου.                                     | ut audiam vocem laudis, et enarrem universa mirabilia tua.                                                                     | щоб оповісти хвалу вголос і розповісти усі твої чуда.                                            |
| 8    | יְהוָה — אָהַבְתִּי, מְעוֹן בֵּיתֶךָ; וּמְקוֹם, מִשְׁכַּן כְּבוֹדֶךָ                   | κύριε, ἠγάπησα εὐπρέπειαν οἴκου σου καὶ τόπον σκηνώματος δόξης σου.                                   | Domine, dilexi decorem domus tuæ, et locum habitationis gloriæ tuæ.                                                            | Люблю, о Господи, оселю твого дому, місце перебування твоєї слави.                               |
| 9    | אַל-תֶּאֱסֹף עִם-חַטָּאִים נַפְשִׁי; וְעִם-אַנְשֵׁי דָמִים חַיָּי                     | μὴ συναπολέσῃς μετὰ ἀσεβῶν τὴν ψυχήν μου καὶ μετὰ ἀνδρῶν αἱμάτων τὴν ζωήν μου,                        | Ne perdas cum impiis, Deus, animam meam, et cum viris sanguinum vitam meam:                                                    | Не губи з грішниками мою душу і моє життя з кровожерами,                                         |
| 10   | אֲשֶׁר-בִּידֵיהֶם זִמָּה; וִימִינָם, מָלְאָה שֹּׁחַד                             | ὧν ἐν χερσὶν ἀνομίαι, ἡ δεξιὰ αὐτῶν ἐπλήσθη δώρων.                                                    | in quorum manibus iniquitates sunt; dextera eorum repleta est muneribus.                                                       | руки яких на злочин готові і десниця яких повна хабарів.                                         |
| 11   | וַאֲנִי, בְּתֻמִּי אֵלֵךְ; פְּדֵנִי וְחָנֵּנִי                                   | ἐγὼ δὲ ἐν ἀκακίᾳ μου ἐπορεύθην· λύτρωσαί με καὶ ἐλέησόν με.                                           | Ego autem in innocentia mea ingressus sum; redime me, et miserere mei.                                                         | Я ж у моїй невинності ходжу; спаси мене і зглянься на мене.                                      |
| 12   | רַגְלִי, עָמְדָה בְמִישׁוֹר; בְּמַקְהֵלִים, אֲבָרֵךְ יְהוָה                        | ὁ γὰρ πούς μου ἔστη ἐν εὐθύτητι· ἐν ἐκκλησίαις εὐλογήσω σε, κύριε.                                    | Pes meus stetit in directo; in ecclesiis benedicam te, Domine.]                                                                | Нога моя стоїть на рівнім місці, благословлятиму я Господа на зборах.                            |

## Літургійне використання

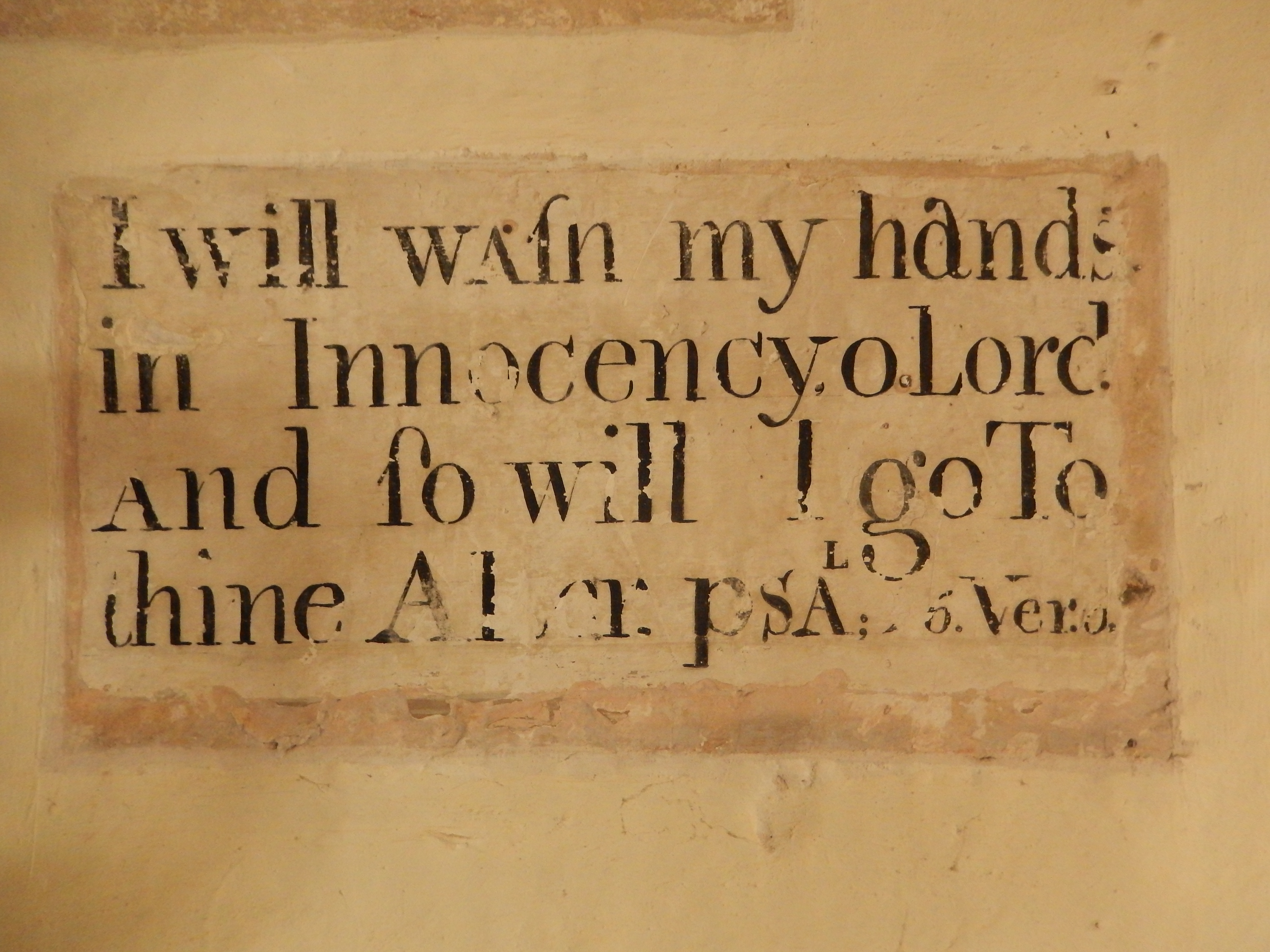
Настінний напис із псалому 25, вірш 6, Церква Св. Йоана, Бремлі, Гемпшир

### Юдаїзм
У юдаїзмі восьмий вірш є третім віршом молитви «Ма тову».

### Католицька церква
Відповідно до монастирської традиції Статуту Бенедикта (530 AD), цей псалом виконувався на святкуванні обіднього Богослужіння у неділю. На сьогоднішній час псалом 25 читають або співають у обід у п'ятницю під час Літургії годин.
Вірші 6–12 промовляють під час обряду миття рук під час Тридентської меси.

## Покладення на музику
Йоганн Себастьян Бах використав німецький текст другого вірша псалма для вступної частини своєї різдвяної кантати «Unser Mund sei voll Lachens», BWV 110 (1725). Жюль ван Нюффель поклав на музику псалом латиною — «In convertendo Dominus».